# تيغا سبورت
رابطة تيغا سبورت الرياضية (بالفرنسية: Association Sportive Tiga Sport) هو نادِ كرة قدم من كاليدونيا الجديدة. تأسس عام 1965 وينافس في دوري كاليدونيا الجديدة لكرة القدم.